# 몽몐어족
몽몐어족(Hmong-Mien)은 중국 남부와 동남아시아 지역에 분포하는 어족으로, 속한 언어의 수가 많지 않은 소규모 언어 계통이다. 먀오야오어족(Miao-Yao)이라고도 불리는데 이는 중국어에서 화자들을 먀오족과 야오족으로 나누는 데서 유래한 명칭이다. 대부분의 언어가 성조의 특징을 가지며, 중국 남부와 동남아시아에 걸쳐 산악 계곡 지역에 주로 분포하고 있다. 같은 지역 내에서도 몽몐어 화자들은 산지에 거주하는 한편 인접한 비옥한 평지에는 한족이 거주하는 형태가 많이 보인다.

## 계통
해당 언어의 양대 분파인 몽어파(먀오어), 몐어파(야오어)에서 명칭이 유래했으며, 이 둘은 서로 연관되어 있으나 음운 변화 상에 차이점들이 있어 구분이 가능하다. 몽어는 조어 단계의 많은 초성 자음들을 그대로 유지한 것으로 보이지만, 음절 끝의 분별은 크게 줄어들었으며 특히 활음과 폐쇄음 코다가 모두 사라졌다. 반면 몐어는 음절 끝을 대부분 보존했지만 초성 자음의 개수는 줄어들었다.
초기의 분류 체계에서는 몽몐어족을 중국티베트어족으로 분류하였으며, 여전히 중국 문헌에서는 이 분류가 종종 사용된다. 오늘날 서양 학계에서는 두 어족이 서로 별개의 계통을 구성하며, 둘 사이의 어휘적, 유형적 유사성은 접촉에 의한 것이라고 보고 있다.

## 역사
몽몐어족의 가장 개연성 있는 원향은 오늘날 남중국의 양쯔강과 메콩강 사이 지역으로 보이지만, 본래 이 언어의 화자들은 중국 중부에 거주하다가 한족이 확장이나 피난으로 남진함에 따라 남중국으로 밀려났을 가능성이 있다. 한 고대 DNA 연구에서는 몽몐어족 화자의 조상이 양쯔강 유역에 있던 타이카다이어족이나 오스트로네시아어족의 근원 인구 집단과는 유전적으로 구분되는 집단이었다는 추측이 제시되었다.
Sagart, Blench, Sanchez-Mazas는 여러 증거를 통합한 전통적 방법으로 몽몐조어의 추정 시기를 대략 기원전 500년 전후로 비정했다.

## 하위 분류
- 몽어파 (먀오어파)
- 몐어파 (야오어파)